# 1921 год
1921 (ты́сяча девятьсо́т два́дцать пе́рвый) год  по григорианскому календарю — невисокосный год, начинающийся в субботу. Это 1921 год нашей эры, 1‑й год 3‑го десятилетия XX века 2‑го тысячелетия, 2‑й год 1920‑х годов. Он закончился 104 года назад.
| Пн | Вт | Ср | Чт | Пт | Сб | Вс |
|    |    |    |    |    | 1  | 2  |
| 3  | 4  | 5  | 6  | 7  | 8  | 9  |
| 10 | 11 | 12 | 13 | 14 | 15 | 16 |
| 17 | 18 | 19 | 20 | 21 | 22 | 23 |
| 24 | 25 | 26 | 27 | 28 | 29 | 30 |
| 31 |    |    |    |    |    |    |

| Пн | Вт | Ср | Чт | Пт | Сб | Вс |
|    | 1  | 2  | 3  | 4  | 5  | 6  |
| 7  | 8  | 9  | 10 | 11 | 12 | 13 |
| 14 | 15 | 16 | 17 | 18 | 19 | 20 |
| 21 | 22 | 23 | 24 | 25 | 26 | 27 |
| 28 |    |    |    |    |    |    |

| Пн | Вт | Ср | Чт | Пт | Сб | Вс |
|    | 1  | 2  | 3  | 4  | 5  | 6  |
| 7  | 8  | 9  | 10 | 11 | 12 | 13 |
| 14 | 15 | 16 | 17 | 18 | 19 | 20 |
| 21 | 22 | 23 | 24 | 25 | 26 | 27 |
| 28 | 29 | 30 | 31 |    |    |    |

| Пн | Вт | Ср | Чт | Пт | Сб | Вс |
|    |    |    |    | 1  | 2  | 3  |
| 4  | 5  | 6  | 7  | 8  | 9  | 10 |
| 11 | 12 | 13 | 14 | 15 | 16 | 17 |
| 18 | 19 | 20 | 21 | 22 | 23 | 24 |
| 25 | 26 | 27 | 28 | 29 | 30 |    |

| Пн | Вт | Ср | Чт | Пт | Сб | Вс |
|    |    |    |    |    |    | 1  |
| 2  | 3  | 4  | 5  | 6  | 7  | 8  |
| 9  | 10 | 11 | 12 | 13 | 14 | 15 |
| 16 | 17 | 18 | 19 | 20 | 21 | 22 |
| 23 | 24 | 25 | 26 | 27 | 28 | 29 |
| 30 | 31 |    |    |    |    |    |

| Пн | Вт | Ср | Чт | Пт | Сб | Вс |
|    |    | 1  | 2  | 3  | 4  | 5  |
| 6  | 7  | 8  | 9  | 10 | 11 | 12 |
| 13 | 14 | 15 | 16 | 17 | 18 | 19 |
| 20 | 21 | 22 | 23 | 24 | 25 | 26 |
| 27 | 28 | 29 | 30 |    |    |    |

| Пн | Вт | Ср | Чт | Пт | Сб | Вс |
|    |    |    |    | 1  | 2  | 3  |
| 4  | 5  | 6  | 7  | 8  | 9  | 10 |
| 11 | 12 | 13 | 14 | 15 | 16 | 17 |
| 18 | 19 | 20 | 21 | 22 | 23 | 24 |
| 25 | 26 | 27 | 28 | 29 | 30 | 31 |

| Пн | Вт | Ср | Чт | Пт | Сб | Вс |
| 1  | 2  | 3  | 4  | 5  | 6  | 7  |
| 8  | 9  | 10 | 11 | 12 | 13 | 14 |
| 15 | 16 | 17 | 18 | 19 | 20 | 21 |
| 22 | 23 | 24 | 25 | 26 | 27 | 28 |
| 29 | 30 | 31 |    |    |    |    |

| Пн | Вт | Ср | Чт | Пт | Сб | Вс |
|    |    |    | 1  | 2  | 3  | 4  |
| 5  | 6  | 7  | 8  | 9  | 10 | 11 |
| 12 | 13 | 14 | 15 | 16 | 17 | 18 |
| 19 | 20 | 21 | 22 | 23 | 24 | 25 |
| 26 | 27 | 28 | 29 | 30 |    |    |

| Пн | Вт | Ср | Чт | Пт | Сб | Вс |
|    |    |    |    |    | 1  | 2  |
| 3  | 4  | 5  | 6  | 7  | 8  | 9  |
| 10 | 11 | 12 | 13 | 14 | 15 | 16 |
| 17 | 18 | 19 | 20 | 21 | 22 | 23 |
| 24 | 25 | 26 | 27 | 28 | 29 | 30 |
| 31 |    |    |    |    |    |    |

| Пн | Вт | Ср | Чт | Пт | Сб | Вс |
|    | 1  | 2  | 3  | 4  | 5  | 6  |
| 7  | 8  | 9  | 10 | 11 | 12 | 13 |
| 14 | 15 | 16 | 17 | 18 | 19 | 20 |
| 21 | 22 | 23 | 24 | 25 | 26 | 27 |
| 28 | 29 | 30 |    |    |    |    |

| Пн | Вт | Ср | Чт | Пт | Сб | Вс |
|    |    |    | 1  | 2  | 3  | 4  |
| 5  | 6  | 7  | 8  | 9  | 10 | 11 |
| 12 | 13 | 14 | 15 | 16 | 17 | 18 |
| 19 | 20 | 21 | 22 | 23 | 24 | 25 |
| 26 | 27 | 28 | 29 | 30 | 31 |    |

## События
- В США создана Национальная боксёрская ассоциация (National Boxing Association), которая в 1962 году переименована во Всемирную боксёрскую ассоциацию (ВБА, WBA).
- В связи с голодом в Поволжье Советское правительство разрешило деятельность АРА на территории РСФСР[1].
- В Москве открыт Центральный немецкий педагогический техникум — профессиональное учебное заведение для подготовки учителей немецкого языка[2].

### Январь

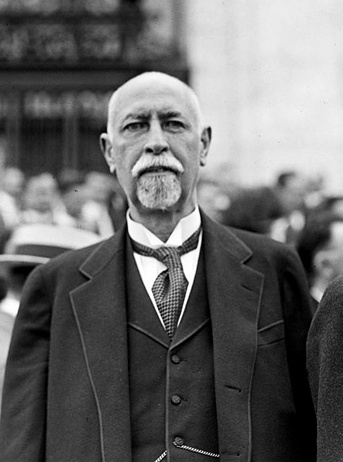
Президент Никарагуа Диего Мануэль Чаморро

- 1 января — на пост президента Никарагуа вступил Диего Мануэль Чаморро, сменивший своего племянника Эмилиано Чаморро[3].
- Прошли выборы в Учредительное собрание Дальневосточной республики, задачей которого стала выработка конституции республики и создание её верховных органов.
- 2 января — В Новом Эрмитаже вновь открыты залы картинной галереи, где были выставлены возвращённые из Москвы экспонаты, эвакуированные решением Временного правительства.
- 16 января — 119 видных американцев, включая 3 президентов, 9 госсекретарей, 1 кардинала и множество других государственных и общественных деятелей США, опубликовали открытое письмо с осуждением антисемитских публикаций Генри Форда[4][5].
- 21 января — в результате раскола Итальянской социалистической партии образована Итальянская коммунистическая партия[6].
- 28 января — близ Трабзона турецкой полицией утоплены в Чёрном море председатель Коммунистической партии Турции Мустафа Субхи и 14 членов ЦК КПТ[7].

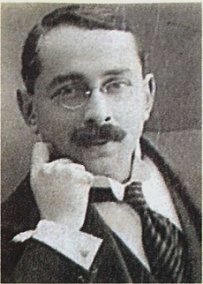
Глава Коммунистической партии Турции Мустафа Субхи

### Февраль
- 3 февраля — взятие Азиатской дивизией под командованием барона Р.Ф. Унгерна столицы Монголии Урги.
- 5 февраля — На собрании Президиума ЦИК Туркменской АССР было утверждено решение, принятое на заседании областных и городских организаций Семиреченской области о переименовании города Верного в Алма-Ату[8].
- 16 февраля — советские войска перешли южную границу Грузии.

- 18 февраля — Февральское восстание против Советской власти в Армении.
- 19 февраля — договор о военном союзе между Польшей и Францией.
- 19—20 февраля — у села Табахмела на подходах к Тбилиси части 11-й армии РККА столкнулись с ожесточённым сопротивлением юнкеров — учащихся военной школы. Село осталось в руках грузинских юнкеров, однако красные обошли его и продолжили наступление.
- 22—27 февраля — в Вене проходила конференция социалистических партий 11 стран. Решением конференции было создано Международное рабочее объединение социалистических партий.
- 25 февраля — части 11-й армии без боя вошли в Тбилиси. Установление в Грузии советской власти. В город прибыл Грузинский ревком, преобразованный в этот же день в СНК ССР Грузия.

### Март
- 1—3 марта — в городе Кяхта (Бурятия, РСФСР) был проведён учредительный съезд Монгольской народно-революционной партии[9].
- 1—18 марта — Кронштадтское восстание под лозунгом «За Советы без коммунистов!», жестоко подавленное большевиками.
- 2 марта — провозглашена Лабинская республика (существовала до 8 апреля этого же года).
- 3 марта — подписание в Бухаресте договора о военном союзе между Польшей и Румынией, направленного против Советской России.
- 4 марта
  - Уоррен Гардинг сменил Вудро Вильсона на посту президента США. Вице-президентом США стал Калвин Кулидж.
  - Провозглашена Абхазская Советская Социалистическая Республика[10].
- 8—16 марта — X съезд РКП(б). Принятие решения о переходе к Новой экономической политике (НЭП).
- 10 марта — в Кутаиси провозглашена советская власть[11].
- 11 марта — турецкие войска заняли Батуми[12].
- 13 марта
  - В Монголии революционные монгольские организации объявили о создании Временного Народного Революционного правительства Монголии, которое открыто провозгласило союз с Советской Россией.
  - 15 марта — Александровск был переименован в Запорожье, а губерния стала Запорожской.
- 16 марта — заключён советско-турецкий договор о дружбе и братстве.
  - Подписание в Лондоне британско-советского торгового соглашения.
- 17 марта — принятие Учредительным сеймом конституции Польской республики.
- 18 марта
  - В Риге подписан мирный договор между РСФСР и УССР, с одной стороны, и Польшей, с другой стороны. К Польше отошли кресы восточные, с преобладанием литвинского населения (Западная Украина и Западная Белоруссия), до 1795 года входившие в состав Речи Посполитой. Окончание Советско-польской войны 1919—1921 годов.
  - Армия монгольских революционеров вытеснила китайскую армию из города Маймачен[13].
  - РККА вытеснила турецкие войска из Аджарии, где была провозглашена советская власть[12].
  - Декрет ВЦИК «О замене продовольственной и сырьевой развёрстки натуральным налогом». Начало НЭПа.
  - В Москве основано Общество бывших политкаторжан и ссыльнопоселенцев. Распущено в 1935 году[14].
- 21 марта — начало апреля — мартовское восстание немецких рабочих в Средней Германии.
- 21 марта — утверждено Постановление ВЦИК о замене продовольственной и сырьевой развёрстки натуральным налогом[15].

### Апрель
- 6 апреля
  - Ревком Абхазии издал «Декрет № 17 о земле», провозгласивший национализацию земли на территории республики[10].
  - Заключён советско-персидский договор о дружбе.
- 7 апреля — декрет СНК О потребительской кооперации, который вывел её из подчинения Наркомата продовольствия и разрешил свободное создание добровольных союзов потребителей[16].
- 20 апреля — опубликовано соглашение Азербайджанской ССР, Армянской ССР и ССР Грузии об объединении железных дорог Закавказья[17].
- 21 апреля — в Москве основан Коммунистический университет трудящихся Востока[18].
- 25 апреля — в Болгарии принят Закон о «трудовой земельной собственности», ограничивший крупное землевладение пределом в 30 гектар обрабатываемой земли. Нуждавшиеся в земле крестьяне должны были наделяться землёй из специального земельного фонда[19].
- 26 апреля — в Австрии принят закон, предусматривавший возможность выкупа арендуемых земель[19].

### Май
- 4 мая — Совет труда и обороны РСФСР издал постановление «Об организации дежурных пожарных поездов»[20], в соответствии с которым с 15 мая по 1 ноября 1921 НКВД совместно с НКПС организовывали и ввели в действие семь дежурных пожарных поездов (места стоянки: Москва, Бологое, Вологда, Смоленск, Курск, Самара, Екатеринбург).
- 5 мая — ультиматум стран Антанты с требованием к Германии признать общую сумму репараций в 132 миллиарда марок и немедленно выплатить первый взнос в 1 миллиард марок[21].
- 6—19 мая — в Баку проходил I съезд Советов Азербайджана. Принята первая конституция Азербайджанской ССР, избран Центральный исполнительный комитет АзССР, председателем ЦИК избран М. Г. Гаджиев[17].
- 8 мая — в Бухаресте состоялся учредительный съезд Коммунистической партии Румынии.
- 10 мая — в результате столкновения пассажирского теплохода «Совнарком» с опорой железнодорожного моста через р. Обь в черте г. Новониколаевск погибли до 300 человек[22][23].
- 14 мая 
  - Социал-демократическая левая партия преобразована в Коммунистическую партию Чехословакии.
  - Указом В. И. Ленина созданы Крестьянские комитеты общественной взаимопомощи (Крестпомы)[24].
- 19 мая — состоялся пленум ЦК КП(б) Армении. Г. С. Алиханов (Алиханян) освобождён от обязанностей ответственного секретаря ЦК КП(б)А. Ответственным секретарём ЦК избран С. Л. Лукашин (Срапионян)[25].
- 21 мая — барон Унгерн издал приказ за № 15 «русским отрядам на территории Советской Сибири», которым объявил о начале похода из Монголии на советскую территорию.
- 23 мая — в Германии создан постоянный рейхсвер[26].
- 26 мая — в результате переворота к власти во Владивостоке пришло Временное Приамурское правительство, состоявшее из членов Белого движения и представителей несоциалистических партий.

### Июнь
- 13 июня — Новониколаевск становится центром Новониколаевской губернии.
- 14 июня — Красная армия взяла Вилюйск. Образование Якутской АССР.
- 24 июня — Совет Лиги Наций отверг притязания Швеции на Аландские острова и признал их неотъемлемой частью территории Финляндии[27].
- 25 июня — опубликовано соглашение между советскими Азербайджаном, Арменией и Грузией о создании объединённого Наркомата внешней торговли[17].
- 28 июня — РККА вступила в пределы Монголии[13].

### Июль
- 3 июля — в Москве открылся Международный конгресс революционных профессиональных и производственных союзов, на котором был создан Красный интернационал профсоюзов (Профинтерн)[28].
- 6 июля — РККА и отряды монгольских революционеров заняли столицу Монголии Ургу[29].
- В ночь с 8-го на 9 июля — разрушительный сель 200-метровым фронтом прошёл по центру Алма-Аты (Верного). Опознано 140 погибших, 500 человек пропали без вести, 3000 пострадали[30].
- 10 июля — в Монголии сформировано постоянное Народное правительство во главе с Догсомыном Бодоо[29].
- 14 июля — в Румынии издан закон об аграрной реформе на территориях «Старой Румынии» (в Валахии и Западной Молдавии), ограничивший крупное землевладение размерами от 100 до 500 (в среднем 250) гектар[19].
- 16 июля — образована Автономная Социалистическая Советская Республика Аджаристан[31].
- 18 июля — в Москве создан Всероссийский комитет помощи голодающим[32].
- 22 июля — РСФСР направила специальную ноту правительствам Швеции и Финляндии с протестом против намерения решать вопрос об Аландских островах без участия Советской России. Заявлено, что РСФСР не призна́ет никаких решений, которые будут приняты без её участия[27].
- 26 июля — Рифская война: в ходе пятидневного сражения под Аннуалем войска Абд аль-Крима разбили испанскую армию генерала Мануэля Фернандеса Сильвестра[33].
- 29 июля — Адольф Гитлер стал председателем Национал-социалистической рабочей партии Германии (NSDAP).
- 30 июля — основана Южно-Африканская коммунистическая партия[34].

### Август

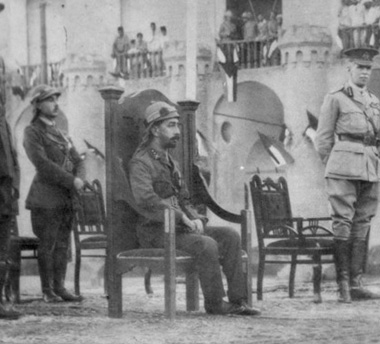
Коронация Фейсала I как короля Ирака, 1921 год

- 1 августа — войска барона Унгерна одержали крупную победу у дацана Гусиноозёрского, взяв в плен триста красноармейцев, завладев двумя орудиями, шестью пулемётами и пятьюстами винтовками.
- 12 августа — последний бой Азиатской дивизии произошёл у станицы Атаман-Никольской, когда большевикам были нанесены значительные потери артиллерией и пулемётными частями барона Унгерна — из 2000 человек отряда красных уцелело не более 600 человек.
- 14 августа — в Урянхайском крае, являвшемся протекторатом царской России, местные большевики, поддержанные большевистской Москвой, провозгласили независимое государство Танну-Тува.
- 16 августа — декрет ВЦИК и СНК РСФСР «О сельскохозяйственной кооперации», восстанавливающий негосударственную сельскохозяйственную кооперацию[35].
- 22 августа — арест барона Унгерна монголами и выдача его большевикам.
- 23 августа — начало битвы при Сакарье — переломного сражения второй греко-турецкой войны.
- 26 августа — убийство немецкими националистами Маттиаса Эрцбергера, министра финансов Германии и руководителя комиссии по перемирию.
- 27 августа — постановлением Президиума ВЦИК распущен общественный Всероссийский комитет помощи голодающим[32].

### Сентябрь
- 15 сентября — в Новониколаевске в здании Новониколаевского театра состоялся открытый показательный процесс над бароном Унгерном. Главным обвинителем на процессе был Емельян Ярославский. Слушания продлились 5 часов 20 минут. Унгерн был приговорён к смерти и расстрелян в тот же самый день.
- 29 сентября — глава Революционного правительства Персидской Советской Социалистической Республики Мирза Кучек-хан совершает переворот и начинает уничтожение руководителей Иранской коммунистической партии и её организаций[36].

### Октябрь
- 5 октября — вступила в силу конституция Лихтенштейна, утвердившая конституционную монархию[37].
- 6 октября — образована Первая Российская Государственная Страховая Компания «Госстрах», предшественник ОАО «Росгосстрах».
- 10 октября — в Женеве открылась конференция по определению нового статуса Аландских островов с участием Великобритании, Германии, Дании, Италии, Латвии, Польши, Финляндии, Франции, Швеции и Эстонии. РСФСР, несмотря на ряд дипломатических демаршей, на конференцию не допущена[27].
- 13 октября — подписан Карсский договор между Азербайджанской ССР, Армянской ССР и Грузинской ССР с одной стороны, и Турцией, с другой, закрепивший новую линию границы в Закавказье[38].
- 18 октября — создана Крымская Автономная ССР[39].
- 20 октября — в Женеве подписана Конвенция о демилитаризации и нейтрализации Аландских островов[27].

### Ноябрь
- 3 ноября — конференция послов утвердила новые границы Албании[40].
- 5 ноября — в Москве подписано советско-монгольское соглашение об установлении дружественных отношений[9].
- 13 ноября — РСФСР направила ноту правительствам государств, подписавших Конвенцию о демилитаризации и нейтрализации Аландских островов и объявила Конвенцию «безусловно несуществующей для России»[27].
- 28 ноября — в Москве создан Коммунистический университет национальных меньшинств Запада[18].

### Декабрь
- 6 декабря — в Лондоне подписан британско-ирландский договор. Окончание войны за независимость Ирландии.
- 9 декабря — День ведомственной (военизированной) охраны железнодорожного транспорта (ведомственный праздник, имеет разные наименования, исходя из местных особенностей). По инициативе Ф. Э. Дзержинского 9 декабря принят Декрет ВЦИК и СТО РСФСР «Об охране складов, пакгаузов и кладовых, а равно сооружений на железнодорожных и водных путях сообщения»[41], в соответствии с которым в структуре НКПС РСФСР была создана вооружённая Охрана путей сообщения.
- 16 декабря — в Тбилиси подписан «Союзный договор между ССР Грузии и ССР Абхазии», согласно которому Абхазская Советская Социалистическая Республика вошла в состав ГССР на договорных началах[10].
- 21 декабря — декрет В. И. Ленина об использовании Крыма для лечения трудящихся[39].
- 22 декабря — добровольческая армия генерала Викторина Молчанова освободила от красных мятежников Хабаровск[42].
- 23 декабря — началось антибританское восстание в Египте[43].
- 23—28 декабря — в Москве прошёл IX Всероссийский съезд Советов.
- 25—31 декабря — первый съезд Французской коммунистической партии.

### Без указания даты
- Физик Пётр Капица поступил на работу в Кавендишскую лабораторию в Великобритании.
- Основан футбольный клуб Алания Владикавказ.
- Первое использование подвижной телеграфной радиосвязи. Полиция Детройта использовала одностороннюю диспетчерскую связь для передачи информации от центрального передатчика к приёмникам, установленным на автомашинах[44].

## Родились
См. также: Категория:Родившиеся в 1921 году
- 20 января — Сергеев, Виктор Иванович (1921—2008) — директор НТЦ «Центробежные технологии» ЦКБ машиностроения, доктор технических наук, заслуженный изобретатель РСФСР; лауреат Ленинской премии, Герой Социалистического Труда.  Архивная копия от 11 июня 2016 на Wayback Machine Архивная копия от 18 мая 2016 на Wayback Machine
- 22 января — Арно Арутюнович Бабаджанян, армянский и советский композитор, пианист, педагог (умер в 1983 году)
- 26 января — Акио Морита, японский предприниматель, основатель корпорации Sony (Sony Corporation) (умер в 1999 году).

- 31 января
  - Марио Ланца, американский певец-тенор итальянского происхождения (умер в 1959 году).
  - Фрида Альбертовна Лотц, педагог, народный учитель СССР, Герой Социалистического Труда (умерла в 2013 году).
  - Владислав Стржельчик, советский актёр (умер в 1995 году).
- 4 февраля — Кочерил Раман Нараянан, президент Индии в 1997—2002 годах (умер в 2005 году).
- 7 февраля — Василий Ефимович Субботин, советский и российский писатель, поэт (умер в 2015 году).
- 12 февраля — Борис Котик, советский живописец (умер в 1984 году).
- 16 февраля — Хуа Гофэн, китайский государственный и политический деятель (умер в 2008 году).
- 22 февраля — Джульетта Мазина, итальянская актриса (умерла в 1994 году).
- 22 февраля — Жан-Бедель Бокасса, (умер в 1996 году).
- 24 февраля — Эйб Вигода, американский актёр (умер в 2016 году).
- 3 марта — Поль Шарль Гимар, французский писатель (умер в 2004 году).
- 6 марта
  - Акива Яглом (умер в 2007), советский и американский физик, математик; доктор физико-математических наук, профессор. Брат-близнец математика Исаака Яглома.
  - Исаак Яглом (умер в 1988), советский геометр, автор популярных книг по математике; доктор физико-математических наук, профессор. Брат-близнец математика и физика Акивы Яглома.
- 12 марта — Пётр Осипович Карышковский, советский историк (умер в 1988 году).
- 19 марта — Василий Иосифович Сталин, советский военный лётчик, генерал-лейтенант авиации (умер в 1962 году).
- 24 марта
  - Авенир Пархоменко, советский живописец (умер в 1988 году).
  - Василий Смыслов, советский шахматист, 7-й чемпион мира по шахматам (умер в 2010 году).
- 25 марта — Мэри Дуглас, английский антрополог, одна из основателей когнитивной антропологии (умерла в 2007 году).
- 8 апреля — Франко Корелли, итальянский оперный певец, тенор (умер в 2003 году).
- 15 апреля — Георгий Тимофеевич Береговой, лётчик-космонавт, дважды Герой Советского Союза (умер в 1995 году).
- 23 апреля — Джанет Блэр, американская актриса (умерла в 2007 году).
- 26 апреля — Хорст Шульц, немецкий актёр (умер в 2018 году).
- 2 мая — Сатьяджит Рай, индийский кинорежиссёр, сценарист и композитор (умер в 1992 году).
- 8 мая — Елена Сергеевна Голубцова, советский и российский историк, крупнейший специалист по истории и культуре античности (умерла в 1998).
- 21 мая — Андрей Дмитриевич Сахаров, советский учёный и правозащитник (умер в 1989 году).
- 23 мая — Анна Афанасьевна Морозова, советская разведчица, подпольщица, Герой Советского Союза (умерла в 1944 году).
- 23 мая — Григорий Чухрай, советский кинорежиссёр (умер в 2001 году).
- 23 мая — Георгий Натансон, советский и российский режиссёр (умер в 2017 году).
- 8 июня — Хаджи Мохаммед Сухарто, индонезийский военный и государственный деятель (умер в 2008 году).
- 10 июня — Принц Филипп, герцог Эдинбургский, супруг королевы Великобритании Елизаветы II (умер в 2021 году).
- 28 июня — Памулапарти Венката Нарасимха Рао, премьер-министр Индии в 1991—1996 годах (умер в 2004 году).
- 4 июля — Жерар Дебрё, американский экономист и математик (умер в 2004).
- 8 июля — Эдгар Морен, французский социолог и философ.
- 18 июля — Джон Гленн, американский астронавт (умер в 2016 году).
- 24 июля — Джузеппе ди Стефано, итальянский оперный певец, тенор (умер в 2008 году).
- 10 августа — Виктор Вацлавович Вольский, советский и российский экономист-международник, экономико-географ, латиноамериканист (умер в 1999 году).
- 14 августа — Юрий Нилович Тулин, советский живописец (умер в 1983 году).
- 18 августа — Галина Петровна Короткевич, советская и российская актриса, народная артистка РСФСР (умерла в 2021 году).
- 26 августа — Иван Алексеевич Воробьёв, советский лётчик, дважды Герой Советского Союза (умер в 1991 году).
- 29 августа — Апфель, Айрис, американская коллекционер и дизайнер (ум. в 2024).

- 4 сентября — Ариэль Рамирес, аргентинский композитор, автор известной мелодии «Жаворонок» в оркестровой аранжировке Поля Мориа (умер в 2010 году).

- 12 сентября — Станислав Лем, польский писатель, фантаст, сатирик, философ, футуролог (умер в 2006 году).
- 5 октября — Николай Дупак, советский и российский актёр театра и кино (умер в 2023 год).
- 10 октября — Андреа Дзандзотто, итальянский поэт (умер в 2011 году).
- 13 октября — Ив Монтан, французский певец-шансонье и актёр (умер в 1991 году).
- 25 октября — Михай I, последний король Румынии (умер в 2017 году).
- 5 ноября — Дьердь Цифра, венгерский пианист-виртуоз цыганской национальности (умер в 1994 году).
- 11 ноября — Татьяна Владимировна Копнина, советский живописец и педагог (умерла в 2009 году).
- 27 ноября — Александр Дубчек, чехословацкий государственный, политический и общественный деятель словацкого происхождения (умер в 1992 году).
- 6 декабря — Джордж Бёрлинг, самый результативный канадский лётчик-ас Второй мировой войны (умер в 1948 году).
- 15 декабря — Николай Лебедев, советский и российский актёр театра и кино, народный артист РФ (умер в 2022 году).
- 18 декабря — Юрий Никулин, советский актёр и клоун (умер в 1997 году).
- 28 декабря — Филипп де Голль, французский политик, сын Шарля де Голля (умер в 2024 году).

## Скончались
См. также: Категория:Умершие в 1921 году
- 29 января — Антонио Дуарте Гомес Леаль, португальский поэт (родился в 1848 году).
- 8 февраля — Макс Дворжак, австрийский историк искусства, чех по происхождению (родился в 1874 году).
- 17 марта — Николай Егорович Жуковский, русский учёный-механик (родился в 1847 году).
- 25 мая — Луи Эмиль Комб, премьер-министр Франции в 1902—1905 годах (родился в 1835 году).
- 13 июня — Хосе Мигель Гомес, кубинский военный и политический деятель (родился в 1858 году).
- 4 июля — Антоний Грабовский, польский инженер-химик, поэт, «отец поэзии на эсперанто» (родился в 1857 году).
- 22 июля — Иван Абрамович Морозов, российский предприниматель, коллекционер, благотворитель, меценат, мануфактур-советник (родился в 1871 году).
- 2 августа — Энрико Карузо, итальянский оперный певец, тенор (родился в 1873 году).
- 7 августа — Александр Александрович Блок, русский поэт (родился в 1880 году).
- 22 августа — Вильгельм Кирхнер, немецкий зоотехник (родился в 1848 году).
- 26 августа
  - Николай Гумилёв, русский поэт (родился в 1886 году).
  - Маттиас Эрцбергер, немецкий политик (родился в 1875 году).
- 31 августа — Карл фон Бюлов, германский генерал-фельдмаршал (родился в 1846).
- 22 сентября — Иван Вазов, болгарский поэт (родился в 1850 году).
- 28 октября — Александр Васильевич Кривошеин, российский государственный деятель, гофмейстер (родился в 1857 году).
- 4 ноября — Хара Такаси, первый премьер-министр Японии не аристократического происхождения (родился в 1856 году)[45].
- 18 ноября — Миха Йосеф Бердичевский, еврейский писатель (родился в 1865 году).
- 25 декабря — Владимир Галактионович Короленко, русский писатель (родился в 1853 году).

## Нобелевские премии
- Физика — Альберт Эйнштейн — «За заслуги перед теоретической физикой и особенно за открытие закона фотоэлектрического эффекта».
- Химия — Фредерик Содди — «За вклад в знания о химии радиоактивных веществ и исследования происхождения и природы изотопов».
- Медицина и физиология — премия не присуждалась.
- Литература — Анатоль Франс — «За блестящие литературные достижения, отмеченные изысканностью стиля, глубоко выстраданным гуманизмом и истинно галльским темпераментом».
- Премия мира — Карл Яльмар Брантинг и Кристиан Ланге.